# IM Lupi
IM Lupi är en ensam ung stjärna belägen i den mellersta delen av stjärnbilden Vargen. Den har en skenbar magnitud av ca 11,93 och kräver ett teleskop för att kunna observeras. Baserat på parallax enligt Gaia  Early Data Release 3 på ca 6,42 mas beräknas den befinna sig på ett avstånd av 508 ljusår (ca 156 parsec) från solen. Den rör sig närmare solen med en heliocentrisk radialhastighet av ca -0,5 km/s. Den unga stjärnan är förbunden med Lupus 2 Molecular Cloud.

## Observation
Många egenskaper vid olika våglängder har observerats i den protoplanetariska skiva som omger stjärnan och som är mycket massiv (0,17 solmassa). Skivan har en gas- och en stoftkomponent. Gaskomponenten når ut till 751 AE och den mindre stoftkomponenten når ut till 334 AE. I en spridd ljusbild från SPHERE avbildades den övre ytan och en del av den undre ytan. Stoftobservationer med ALMA visar två ringar och med SPHERE upptäcktes ytterligare 2 ringar. ALMA-observationer vid 1,25 mm våglängd visar ett spiralmönster, som också är inpräntat på ytan av stoftdelen som ses av SPHERE. ALMA observerade också molekylen 12CO, som spårar skivans gaskomponent. CO-observationerna visar flera avvikelser från Keplerrörelsen i form av 16 kinks. Böjningarna och spiralerna kan orsakas av en oupptäckt exoplanet med en massa på 2-3 MJ som kretsar kring stjärnan på ett avstånd av 110 AE. Det är också möjligt att gravitationsinstabilitet orsakar mönstren i skivan.

## Egenskaper

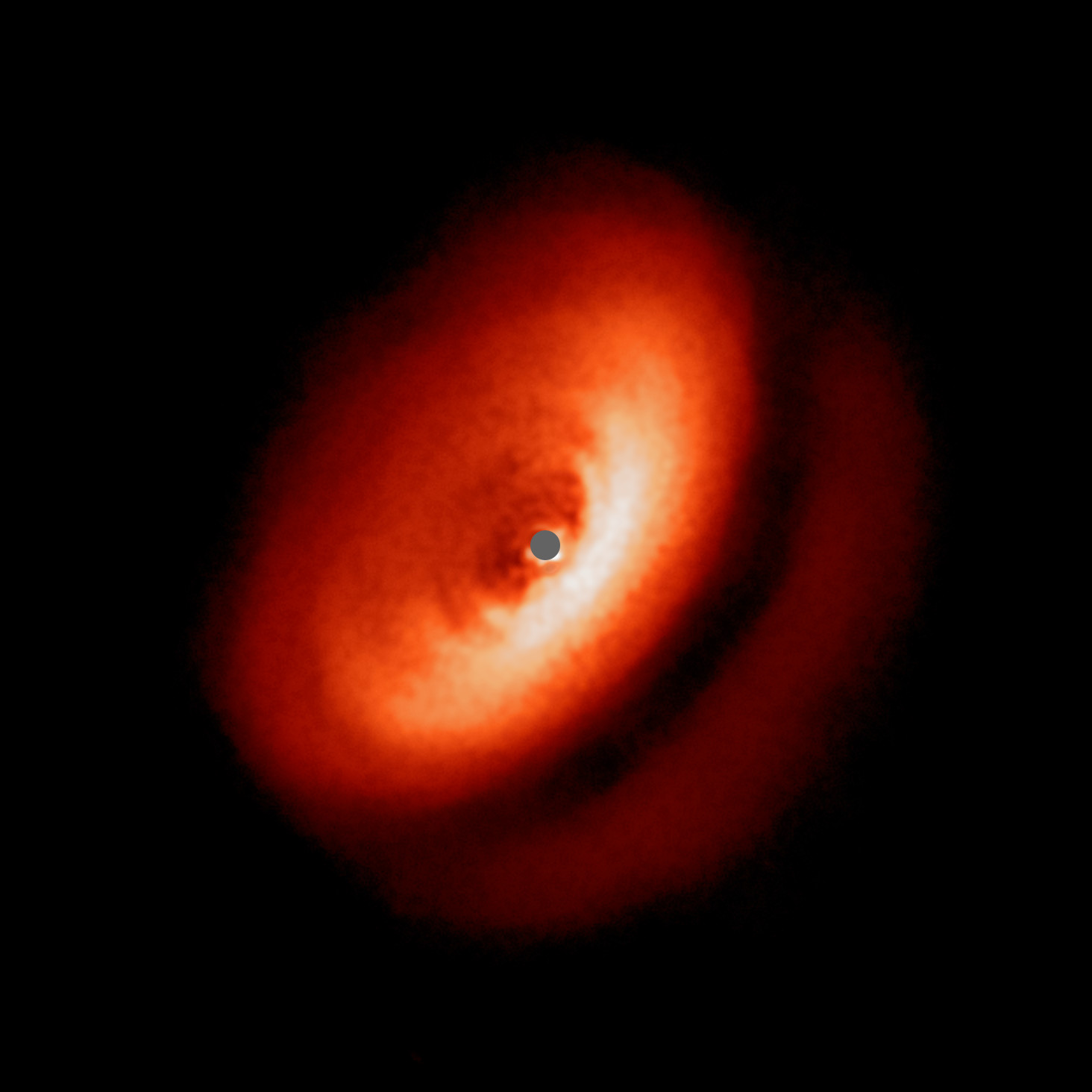
VLT/SPHERE spridd ljusbild av skivan kring IM Lupi. Den grå cirkeln visar stjärnans position.
Foto: ESO/H. Avenhaus et al./DARTT-S-samarbete.

IM Lupi är en ung röd till orange stjärna i av spektralklass II YSO av spektraltyp M0. Den har en massa av ca 1 solmassor, en radie av ca 2 solradier och utsänder energi från dess fotosfär motsvarande ca 0,9 gånger solen vid en effektiv temperatur av ca 4&nbs;100 K. Stjärnan antas förmodligen inte aktivt, men det finns bevis för att ansamlingen varierar runt IM Lupi.